# Joaquín Gutkeled

Escudo de Armas de la familia Gutkeled

Joaquín Gutkeled (en húngaro: Joachim Gutkeled o Joakim Gutkeled) (? – 1277) fue un Ban de Eslavonia, el noble oligarca más importante de su época.

## Biografía
Su padre era Esteban Gutkeled, Nádor de Hungría, Ban de Eslavonia. Durante los confrontamientos entre el rey Bela IV de Hungría y su hijo el príncipe Esteban, Joaquín se mantuvo del lado del monarca y recibió el cargo de copero real. Sin embargo en 1264 cambió de bando junto con sus hermanos Nicolás, Esteban y Pablo apoyando al príncipe Esteban. Por esto recibió numerosos territorios del joven Esteban, entre los cuales se hallaban varios de Transilvania y del Este de Hungría. Luego de que Esteban se convirtió en el rey Esteban V de Hungría, de inmediato Joaquín fue investido con el cargo de Ban de Eslavonia en 1270.
Sus hermanos recibieron propiedades y territorios, cargos como el de ispán, convirtiéndo la familia Gutkeled en la más influyente durante el reinado de Esteban V. Pronto el noble se volvió una de las personas de confianza de la reina consorte de Hungría Isabel la Cumana, a la cual, probablemente con su consentimiento secuestró y llevó a la ciudad de Kapronca junto con su hijo el joven príncipe heredero Ladislao. Desesperado, el rey Esteban V de Hungría asedió la ciudad en vano por un tiempo y falleció tras esas humillaciones el 6 de agosto de 1272. Luego de fallecido el rey, Isabel y su hijo Ladislao comenzaron a movilizarse con libertad y se presume que Joaquín estuvo involucrado en el asesinato de Bela de Moesia (nieto de Bela IV de Hungría) en 1272, convirtiendo luego de esto al joven príncipe Ladislao en el único heredero al trono húngaro.
Joaquín llevó a Isabel y a su hijo a Székesfehérvár, donde Ladislao fue coronado como el rey Ladislao IV de Hungría. Tras la coronación, el noble permaneció en la corte y junto con la familia Kőszeg y la familia Geregye se mantuvieron en el poder entre 1272 y 1276. De esta forma en el lugar del pequeño Ladislao IV muchos nobles gobernaron el reino, entre ellos Joaquín quien primero se enfrentó a la reina Isabel la Cumana, y luego contra la familia oligarca Csák. Esta situación debilitó al reino húngaro a tal punto que el rey Otakar II de Bohemia atacó a Hungría en varias oportunidades, y ocupó terrenos al noroeste.
En 1274, Joaquín y el noble Enrique Kőszeg, arrestaron a Isabel la Cumana y a Ladislao IV, sin embargo, luego de que Pedro Csák los liberase, intentaron que el hermano menor del rey, Andrés, fuese llevado al trono húngaro y puesto como un antirrey. Joaquín perdió varios enfrentamientos y se distanció paulatinamente del poder, hasta que entre 1275 y 1276 volvió a estallar la guerra civil en el reino. El noble Gutkeled era partidario del rey Otakar II, por esto lo apoyó contra Ladislao IV, quien tenía de su lado al noble Mateo Csák y a  Rodolfo I de Habsburgo. Paradójicamente Joaquín Gutkeled cayó en una de las batallas de 1277, perdiéndose todos sus esfuerzos al morir sin descendencia, siendo repartidos sus bienes entre los principales miembros de la familia Kőszeg y la familia Babonić.